# Edgar Ivankovich
Edgar Ivankovich je panamski ministar gospodarstva i financija iz 2002. godine, podrijetlom Hrvat.
Bio je članom UNDP-ovog (UN-ova organizacija) odbora CEPREDENAC (The National Commission of the Coordination Center for the Prevention of Natural Disasters in Central America), sastavljenog 12. studenog 2002.
Rečeni odbor je bio sastavljen sa svrhom, da "njegovi članovi poduzmu akcije kao predstavnici svojih država za pripremu Nacionalnih izvješća u svrhu izvješćivanja srednjoameričke regije o trenutačnom stanju, teškoćama i napredcima postignutim u smanjenju "ranjivosti" u Panami, pet godina nakon prolaska uragana "Mitcha" 1998.".
U sklopu istog, bio je članom "Organizacijskog odbora za Nacionalno izvješće "Mitch +5" (Organizing Committee for the Mitch+5 National Report).

## Vanjske poveznice
- UNDP United Nations Development Programme[neaktivna poveznica]
- International Strategy for Disaster Reduction
- Ministerio de Economía y Finanzas de Panamá  Arhivirana inačica izvorne stranice od 27. rujna 2007. (Wayback Machine)